# Drosera anglica
A Drosera anglica é uma espécie de planta carnívora pertencente à família Droseraceae. É uma espécie temperada com uma distribuição circumboreal, embora ocorra no sul do Japão, no sul da Europa e na ilha de Kauai, no Havaí, onde cresce como uma drósera tropical. Acredita-se que ela tenha se originado de um híbrido anfidiploide de D. rotundifolia e D. linearis, o que significa que um híbrido estéril entre essas duas espécies duplicou seus cromossomos para produzir uma progênie fértil que se estabilizou na atual D. anglica.

## Morfologia

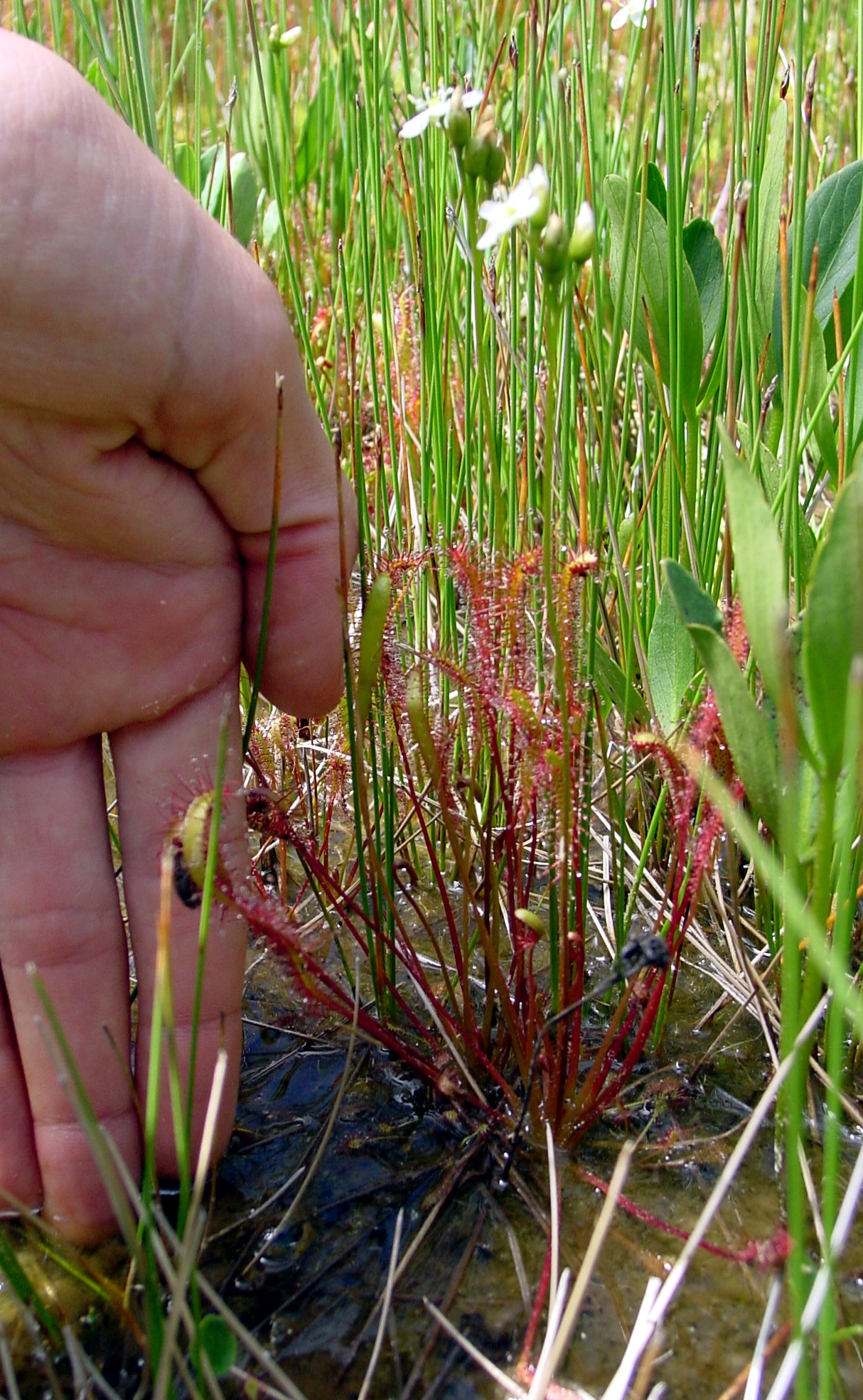
Uma planta grande de D. anglica com mão para escala

A Drosera anglica é uma erva perene que forma uma roseta ereta e sem caule de folhas geralmente lineares e espatuladas. Como é típico das dróseras, as lâminas são densamente cobertas por glândulas mucilaginosas de cor avermelhada, cada uma com uma gota clara de um fluido viscoso usado para prender insetos. A lâmina, que tem de 15 a 35 milímetros de comprimento, é mantida semi-ereta por um longo pecíolo, elevando o tamanho total da folha para 30 a 95 milímetros. As plantas são verdes, colorindo-se de vermelho sob luz forte. Em todas as populações, exceto as de Kaua'i, a D. anglica forma botões de repouso no inverno chamados hibernáculos [en]. Eles consistem em um nó de folhas firmemente enroladas no nível do solo, que se desdobram na primavera, no final do período de dormência. O sistema radicular é fraco e penetra apenas alguns centímetros, servindo principalmente como âncora e para absorção de água. O nitrogênio é escasso nos pântanos, e a captura e a digestão de insetos fornecem uma fonte alternativa.
A Drosera anglica floresce no verão, formando pedúnculos de 6 a 18 centímetros de comprimento com várias flores brancas que se abrem individualmente. Como outras dróseras, as flores têm cinco sépalas, pétalas e estames com três estigmas. As pétalas dessa espécie têm de 8 a 12 mm de comprimento e as flores têm estilos ramificados de dois lóbulos. As flores inodoras e sem néctar não dependem de insetos polinizadores para a polinização, mas sim de sementes por autopolinização (autogamia). As sementes pretas arredondadas e fusiformes têm de 1 a 1+1⁄2 mm de comprimento. Os frutos são uma cápsula de três válvulas deiscente.

## Mecanismo de captura

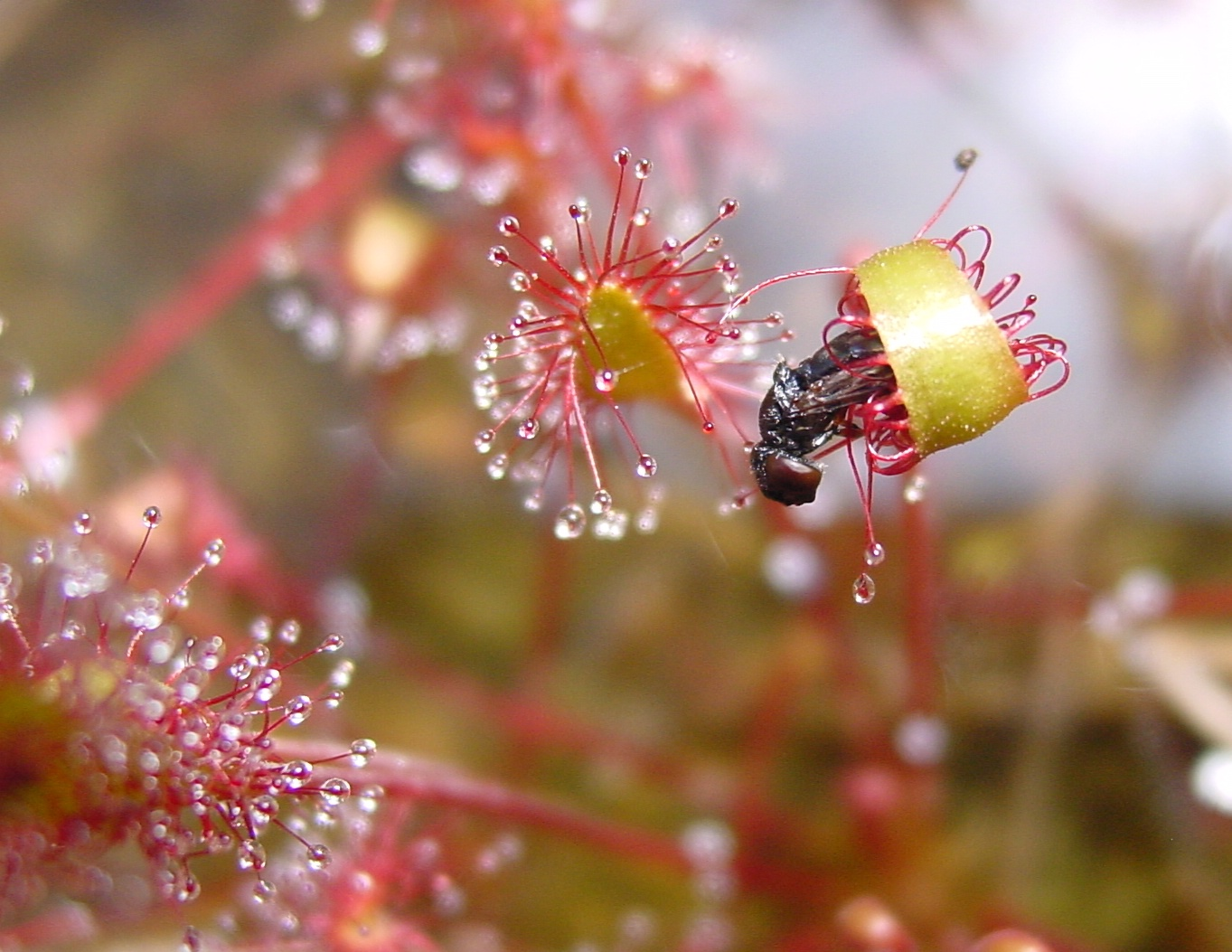
Uma folha de D. anglica dobrada em torno de uma mosca presa

Como todas as dróseras, a D. anglica usa glândulas mucilaginosas com hastes, chamadas tentáculos, que cobrem suas lâminas para atrair, prender e digerir pequenos artrópodes, geralmente insetos. Eles são atraídos por um odor açucarado exalado pelas glândulas e, ao pousar na planta, aderem às gotas pegajosas de mucilagem. Embora a maioria de suas presas seja constituída de pequenos insetos, como moscas, também são capturados insetos mais volumosos com asas grandes. Pequenas borboletas, donzelinhas e até libélulas podem ficar imobilizadas pela mucilagem pegajosa da planta.
A resposta inicial da planta ao contato com a presa consiste no movimento dos tentáculos (tigmotropismo, movimento em resposta ao toque), com os tentáculos se curvando em direção à presa e ao centro da folha para maximizar o contato. A D. anglica também é capaz de outros movimentos, podendo dobrar a própria lâmina da folha em torno da presa para promover o processo de digestão. O movimento dos tentáculos pode ocorrer em questão de minutos, enquanto a folha leva horas ou dias para se dobrar. Quando algo é capturado, os tentáculos que tocam a presa exsudam mucilagem adicional para atolar a presa, que acaba morrendo de exaustão ou é asfixiada porque a mucilagem obstrui suas traqueias. Depois que a presa é digerida e a solução nutritiva resultante é absorvida pela planta, a folha se desenrola, deixando apenas o exoesqueleto da presa para trás.

## Taxonomia
A Drosera anglica recebeu sua primeira descrição científica e foi nomeada pelo botânico William Hudson em 1778. Constantine Samuel Rafinesque propôs transferi-la e a outras espécies para um novo gênero chamado Adenopa em 1837, mas a proposta não foi aceita.

## Habitat

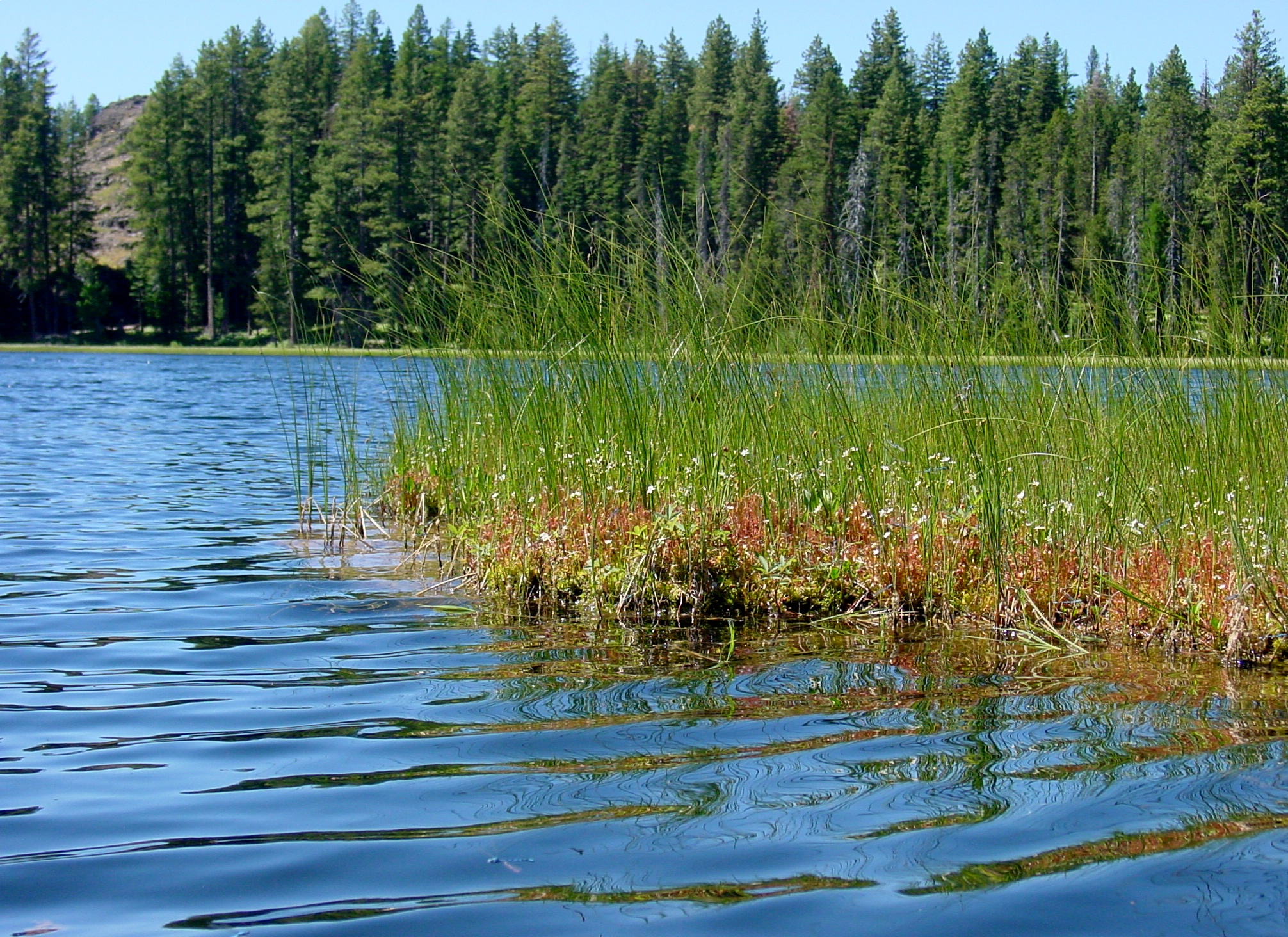
D. anglica em um pântano de tremores nas montanhas Wallowa, no Oregon

A Drosera anglica cresce em habitats abertos e não florestais com solos úmidos, geralmente ricos em cálcio. Isso inclui pântanos, pântanos de marga, pântanos de vegetação flutuantes, margens de pedras e outros habitats calcários. Essa tolerância ao cálcio é relativamente rara no restante do gênero. A D. anglica é frequentemente associada a vários musgos Sphagnum e, muitas vezes, cresce em um substrato de solo totalmente composto de Sphagnum vivo, morto ou decomposto. O esfagno leva a umidade para a superfície e, ao mesmo tempo, a acidifica. Os nutrientes do solo que não são absorvidos pela umidade constante são frequentemente usados pelo Sphagnum ou indisponibilizados pelo baixo pH do solo. Como a disponibilidade de nutrientes é baixa, a concorrência de outras plantas é reduzida, permitindo que a D. anglica carnívora floresça.

## Distribuição

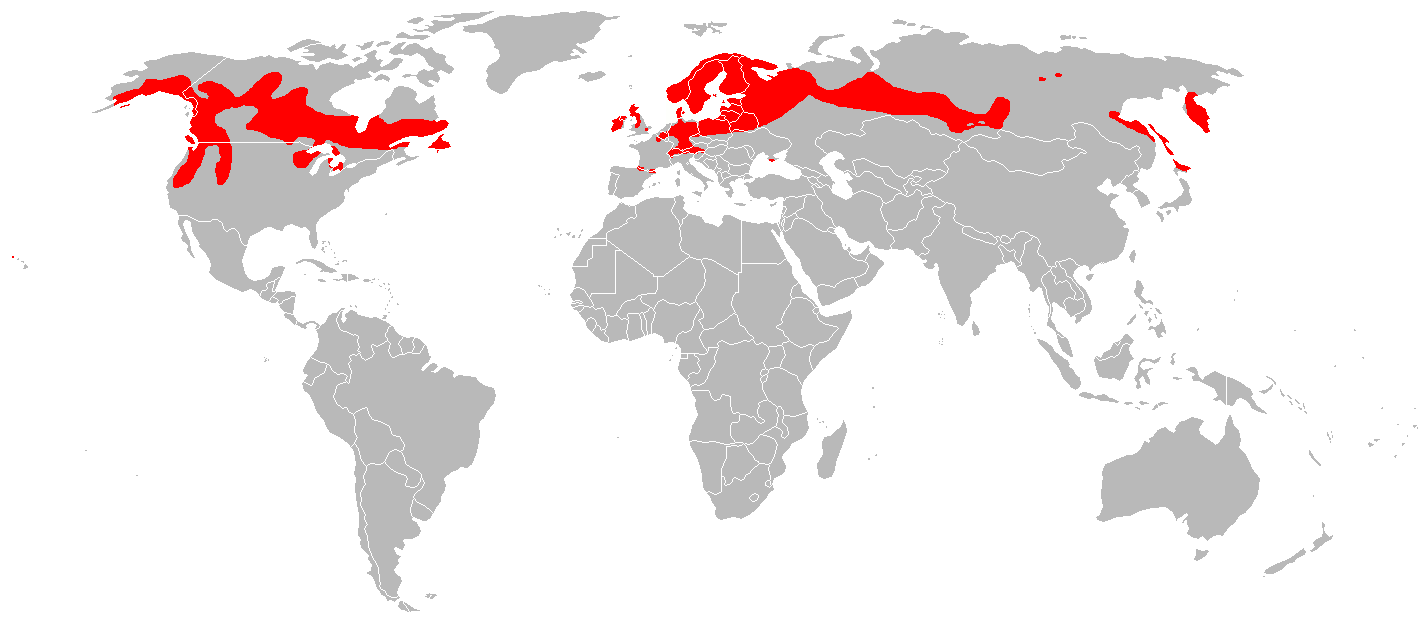
Distribuição mundial de D. anglica

A Drosera anglica é uma das dróseras mais amplamente distribuídas no mundo. Ela é geralmente circumboreal, o que significa que é encontrada em altas latitudes ao redor do mundo. Em algumas áreas, no entanto, é encontrada mais ao sul, principalmente no Japão, no sul da Europa, na ilha havaiana de Kauaʻi e na Califórnia. As plantas do Havaí, onde é conhecida como mikinalo, geralmente são menores do que o normal e não passam por um período de dormência no inverno. Seu habitat natural inclui 12 estados dos EUA, incluindo o Alasca, e 11 províncias e territórios canadenses. A faixa altitudinal vai de 5 metros a pelo menos 2000 metros. No estado norte-americano de Minnesota, foi encontrada em 1978 crescendo em poças rasas em turfeiras com água minerotrófica [en] dominada por musgos de baixo crescimento e espécies de ciperáceas; por estar limitada a pequenas populações e ao tipo de micro-habitats que ocupa, está listada como uma espécie ameaçada no estado.

## Origens especiais
Todas as espécies de Drosera da América do Norte, exceto a D. anglica, têm uma contagem de cromossomos de 2n=20. Em 1955, Wood observou que a D. anglica tinha uma contagem de cromossomos de 2n = 40 e levantou a hipótese de que ela era de origem híbrida anfidiploide. Como a morfologia da folha da D. anglica é intermediária entre a da D. rotundifolia e a da D. linearis e as duas ocorrem simpatricamente em vários locais, Wood conjecturou que a D. anglica provavelmente se originou de um híbrido entre essas duas.
Todas as espécies de Drosera da América do Norte produzem híbridos estéreis. O híbrido natural D. rotundifolia × D. linearis (convencionalmente, mas incorretamente referido como Drosera ×anglica) também é estéril, mas é morfologicamente semelhante à D. anglica moderna. Erros na meiose durante a produção de óvulos e pólen, no entanto, podem resultar em uma duplicação de cromossomos que pode permitir a produção de sementes viáveis. As plantas resultantes, conhecidas como anfiploides, seriam férteis. Woods observou que esse parece ser um processo contínuo, com a D. anglica sendo especificada a partir da D. rotundifolia × D. linearis por meio de anfidiploidia em vários locais. A questão que permanece é por que a D. anglica é tão difundida, enquanto a variedade da D. linearis é limitada à região dos Grandes Lagos da América do Norte. A maior adaptabilidade da D. anglica a condições variadas de habitat pode ser um fator importante.

## História botânica
A Drosera anglica foi descrita pela primeira vez por William Hudson em 1778. Ela é frequentemente confundida com a outra Drosera circumpolar de folhas longas, a D. intermedia. Essa confusão foi alimentada pelo ressurgimento de um nome mais antigo, D. longifolia (descrito por Carl Linnaeus em 1753), que foi considerado muito ambíguo na descrição e foi aplicado a espécimes de D. anglica e D. intermedia. Os espécimes de herbário também eram uma mistura das duas espécies. Esses pontos levaram Martin Cheek a propor a rejeição de D. longifolia como nome de espécie em 1998. A proposta foi aceita e o táxon foi listado como rejeitado em 1999.

## Híbridos
Existem vários híbridos de ocorrência natural envolvendo a D. anglica. Esses incluem:
| D. anglica × capillaris   | = D. × anpil    |
| D. anglica × filiformis   | = D. × anfil    |
| D. anglica × linearis     |                 |
| D. anglica × intermedia   | = D. × anterm   |
| D. anglica × spatulata    | = D. × nagamoto |
| D. linearis × anglica     | = D. × linglica |
| D. rotundifolia × anglica | = D. × obovata  |

Todos eles são estéreis. Além disso, existem vários híbridos artificiais.

## Galeria

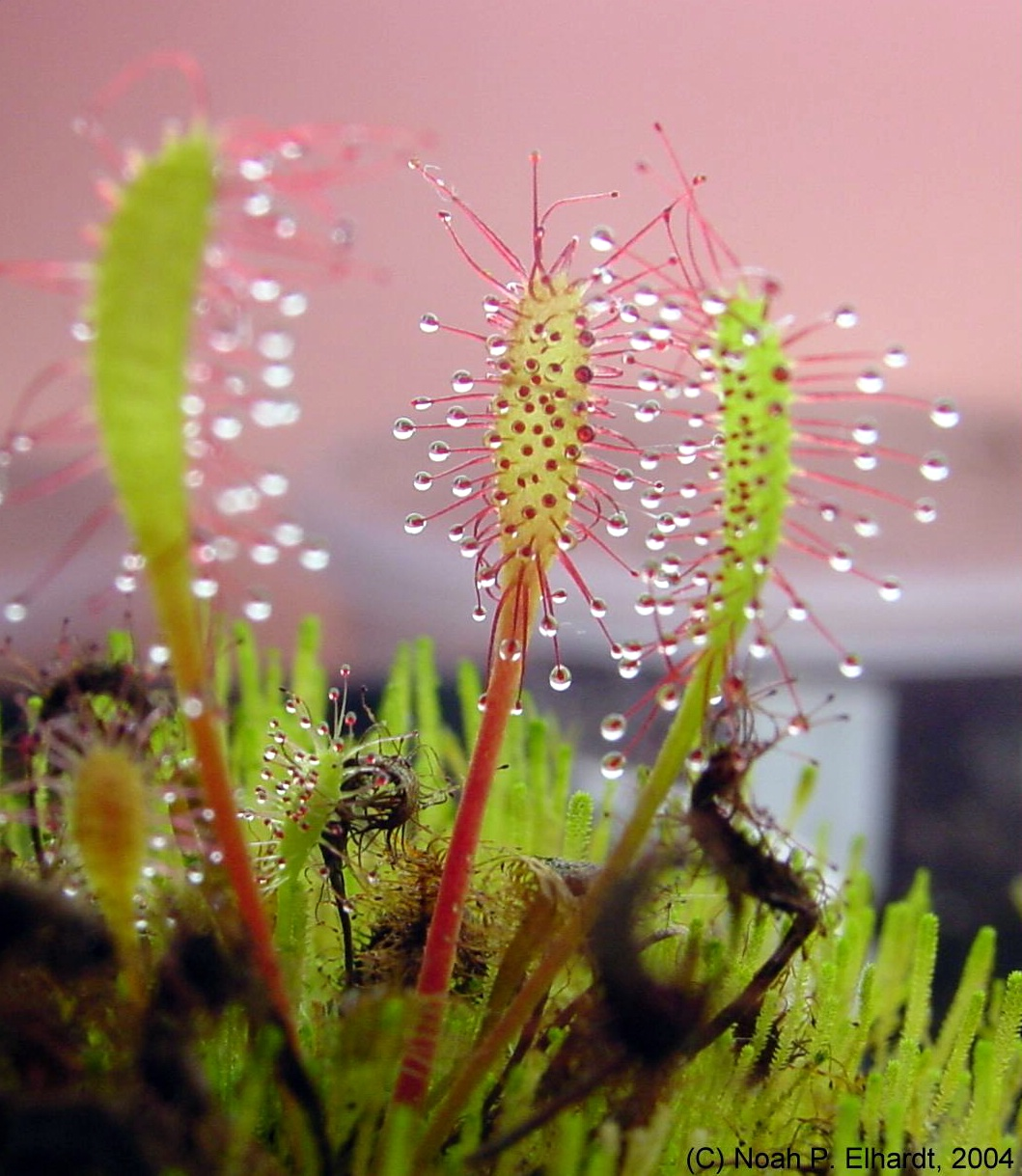
Forma tropical de Kauaʻi, Havaí
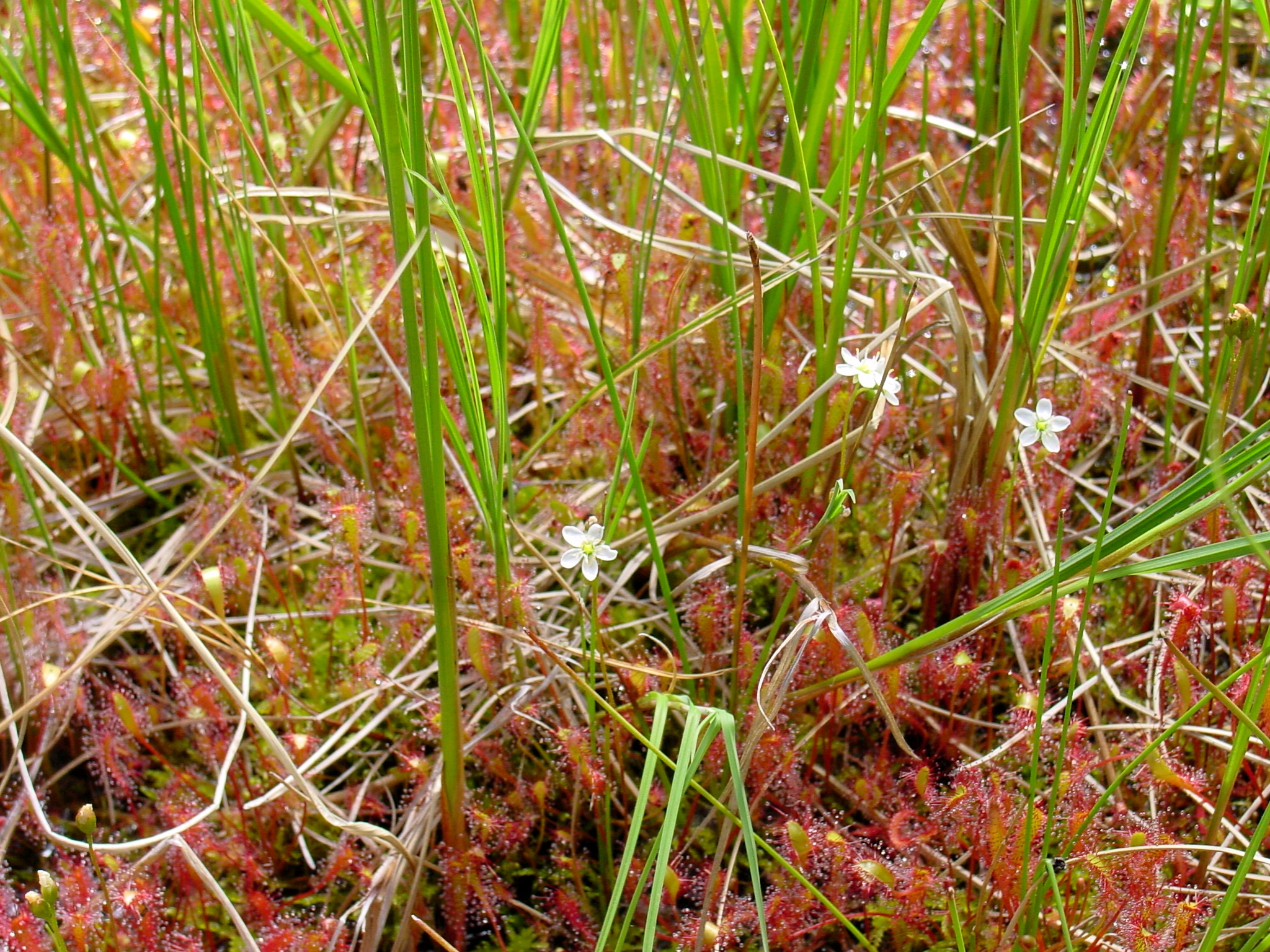
Denso tapete de flores de D. anglica em um pântano
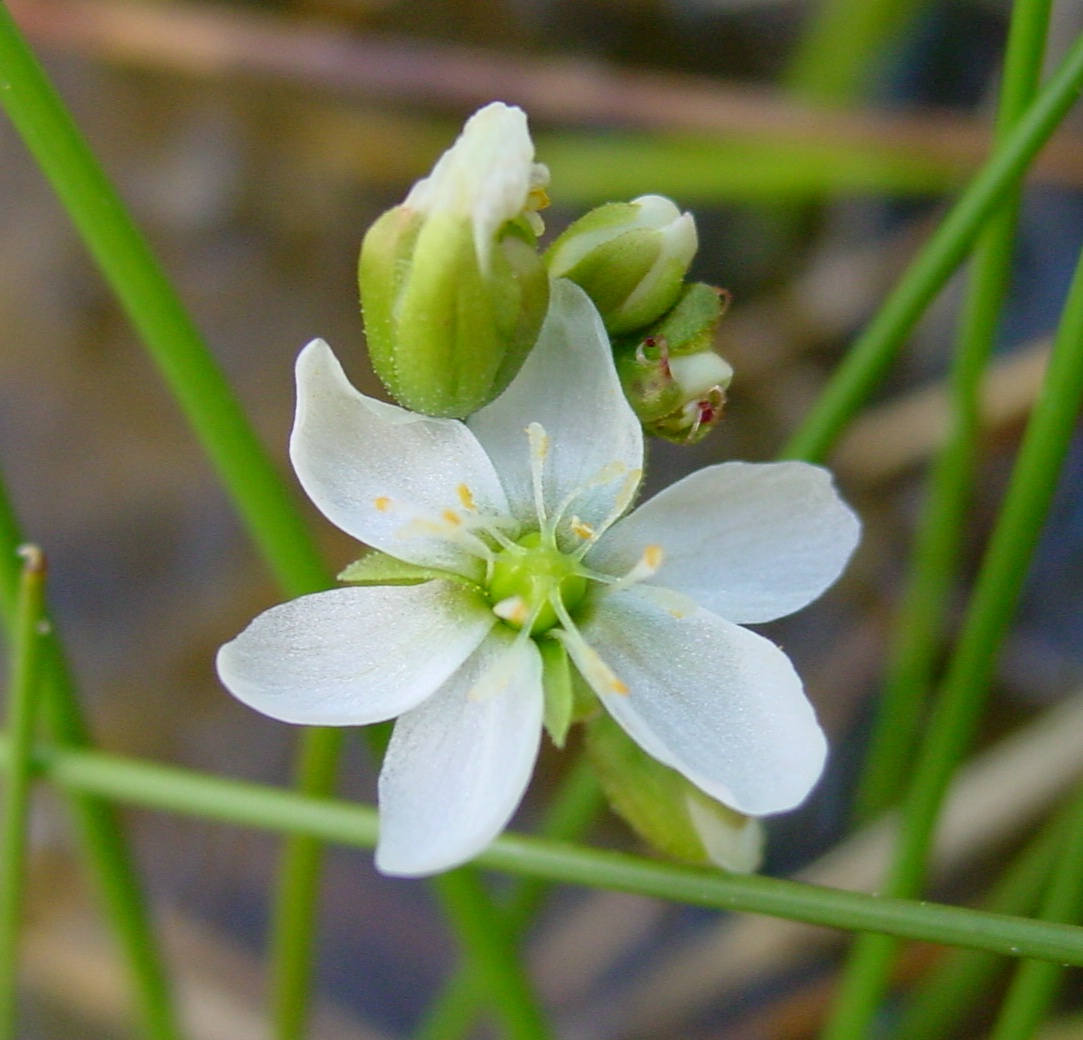
Uma flor atípica de D. anglica com 6 pétalas
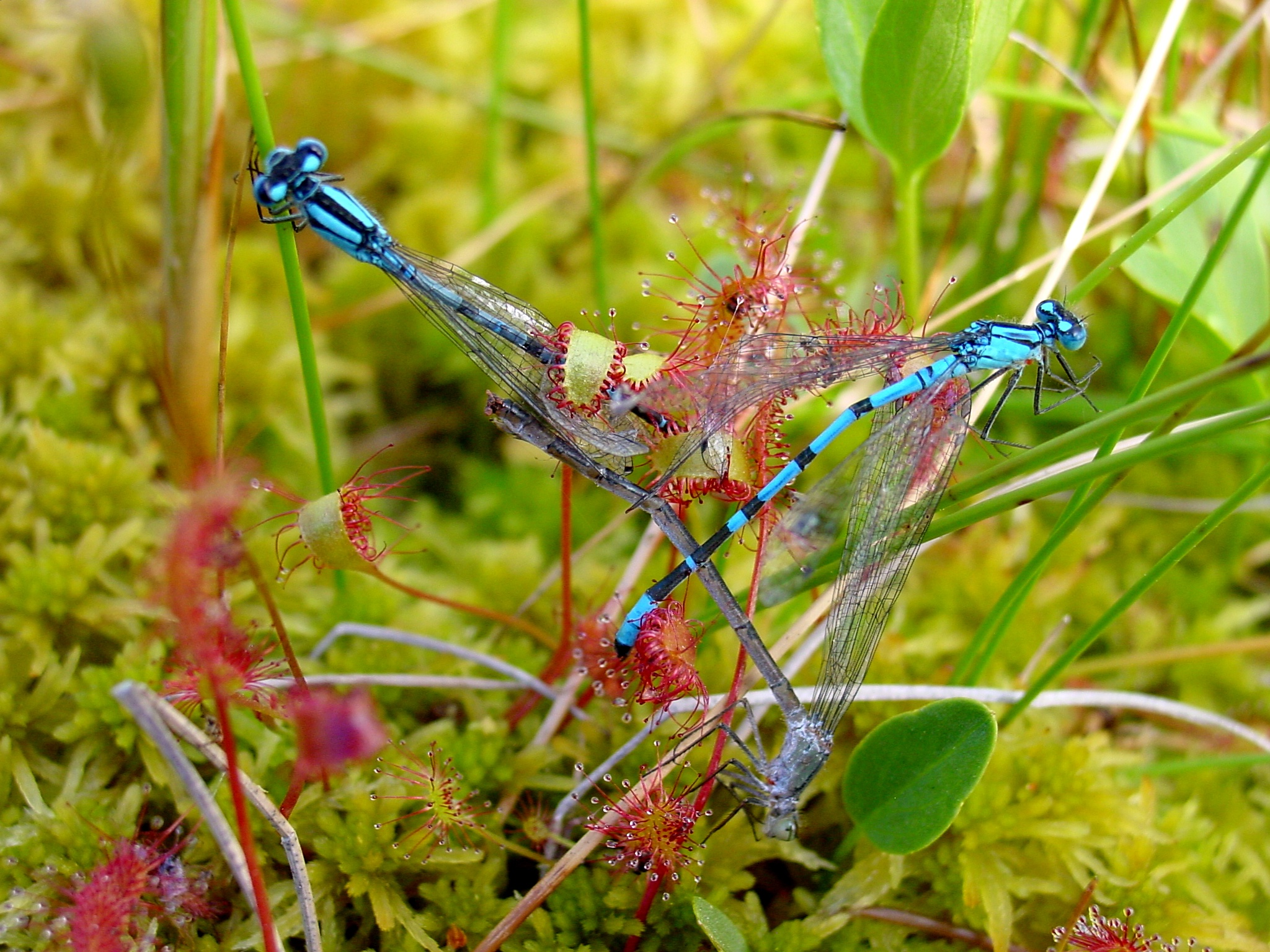
Várias libélulas enredadas por algumas dróseras inglesas
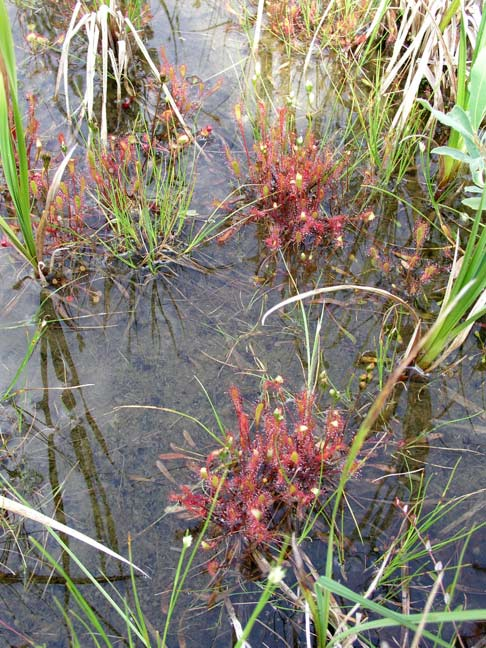
D. anglica crescendo em um pântano na montanha, Colúmbia Britânica, Canadá